# Иван Анастасов (Лобаница)
Вижте пояснителната страница за други личности с името Иван Анастасов.
Иван Анастасов Ингеловски е български революционер, войвода на Вътрешната македоно-одринска революционна организация.

## Биография
Анастасов е роден в 1876 година в костурското село Лобаница, тогава в Османската империя. В 1896 година завършва с осмия, последен випуск педагогическите курсове на Солунската българска мъжка гимназия. Още като ученик е привлечен във ВМОРО. Работи като български учител и в селата Жупанища, Загоричани, Горенци, Смърдеш, Кономлади, Въмбел и
Нестрам в Костурско. Арестуван е на 28 юли 1901 година при Иванчовата афера и изтезаван. Осъден е на 14 години и лежи в Корчанския затвор. Освободен е в 1902 година при общата амнистия. При избухването на Илинденско-Преображенското въстание в 1903 година оглавява четата на Лобаница. След въстанието продължава да работи като учител и е ръководител в Костурско до Балканската война.
През учебната 1914–1915 година е арестуван от новите гръцки власти. Лежи 6 месеца в Костурския затвор, където е малтретиран. След освобождаването му, емигрира в Свободна България и се установява във Варна. Умира във Варна на 8 август 1923 година, след дълго боледуване и вследствие на побоищата и затворите.
На 6 април 1943 година, като жителка на Варна, вдовицата му Кръстина (54-годишна) подава молба за българска народна пенсия, която е одобрена и пенсията е отпусната от Министерския съвет на Царство България.